# Полезный идиот (Родина)
«Полезный идиот» (англ. «Useful Idiot») — девятый эпизод седьмого сезона американского драматического телесериала «Родина», и 81-й во всём сериале. Премьера состоялась на канале Showtime 8 апреля 2018 года.

## Сюжет
Когда Данте (Морган Спектор) просыпается, Кэрри (Клэр Дэйнс) убеждает его подробнее рассказать о своём сговоре с Симон Мартин (Сандрин Холт) и русскими. Данте рассказывает ей о секретном коде — «Дарвин любит Биткоин» — использование которого является аварийным сигналом, предназначенным предупредить агентов Громова о роспуске их сети. Сол рассказывает Кин (Элизабет Марвел) о плане, который раздвигает юридические границы: транслировать код, компрометируя серверы Твиттера, и нарушить конфиденциальность граждан США, отслеживая, кто публикует подтверждения в ответ на твит. Кин неохотно соглашается. Кин и Уэллингтон (Лайнус Роуч) вводят сенатора Пэйли (Дилан Бейкер) в курс событий, подробно описывая роли Симон и Данте в сложной схеме, чтобы подорвать правительство, и невольную роль Пэйли в уловке.
Клэйтон (Томас Дж. Уэйтс) сообщает Громову (Коста Ронин), что Данте арестовали и сейчас он находится в больнице. После того, как Клинт успешно развернул кибератаку, Громов понимает, что Данте наверняка сотрудничает с властями. Он звонит своему начальнику, «Мирову» (Мераб Нинидзе), чтобы попросить помощи в проникновении в больницу и убийстве Данте, но ему лишь говорят отступить. Громов игнорирует приказ и встречает Клэйтона в больнице. Громов затем стреляет в Клэйтона и тащит его внутрь. Когда он передаёт Клэйтона врачам, он крадёт ID-карту у одного из врачей. Он использует карту, чтобы проникнуть в комнату Данте.
Кэрри идёт в дом Мэгги, чтобы попытаться примириться, но она узнаёт от Билла (Маккензи Астин), что Мэгги встречается с адвокатом, чтобы получить опеку над Фрэнни. Когда Данте обвиняет Громова в том, что его отравили, он отрицает это и говорит Данте позвонить Кэрри и спросить её, виновата ли она в этом. Данте так и делает и догадывается, что Кэрри лжёт ему, но тем не менее говорит Кэрри, что Громов находится в комнате с ним. Громов кладёт подушку на лицо Данте. Кэрри, которая в этот момент забирала Фрэнни из школы, решает оставить Фрэнни в школе, спеша в больницу, при этом чуть не сбив Фрэнни машиной. Кэрри, похоже, получает срыв в больнице, так как на неё нахлынули мысли о том, что она чуть не сделала с Фрэнни, а также на неё нахлынули воспоминания о смерти Броуди, Айана и Куинна.

## Производство
Режиссёром эпизода стал Нельсон Маккормик, а сценарий написала соисполнительный продюсер Дебора Кан.

## Реакция

### Реакция критиков
Эпизод получил рейтинг 71% на сайте Rotten Tomatoes на основе семи отзывов.
Брайан Таллерико из «New York Magazine» оценил на 3 звезды из 5, оценив его как «совершенно прекрасный час, который является, что-то вроде этого, спадом после интенсивности последних нескольких эпизодов, даже когда он ставит интересные части в место для окончательного растяжения». Ширли Ли из «Entertainment Weekly» оценила эпизод на «B+», отметив, что «этот эпизод резко поднял ставки».

### Рейтинги
Во время оригинального показа, эпизод посмотрели 1.24 миллионов зрителей.